# My Immortal
My Immortal (englisch für „Mein Unsterblicher“) ist ein Lied der US-amerikanischen Alternative-Rock-Band Evanescence. Der Song erschien am 4. März 2003 auf ihrem Debütalbum Fallen und wurde am 4. November 2003 als dritte Single aus diesem veröffentlicht.

## Inhalt
My Immortal ist eine Rockballade und wird von Amy Lee aus der Perspektive des lyrischen Ichs gesungen. Das Lied handelt von Erinnerungen an einen Menschen, die nicht vergessen werden können. So sei sie müde von den Gedanken an die Person, die sie immer noch nicht in Ruhe lassen und sie selbst in ihren Träumen verfolgen. Auch die Zeit helfe nicht, den Schmerz und die Wunden zu heilen. Selbst wenn sie jetzt allein sei, fühle es sich so an, als sei die Person weiterhin bei ihr und habe Macht über sie.

“When you cried, I’d wipe away all of your tears

When you’d scream, I’d fight away all of your fears

And I held your hand through all of these years

But you still have all of me”

## Produktion
Das Lied wurde von dem US-amerikanischen Musikproduzenten Dave Fortman zusammen mit Evanescence-Mitglied Ben Moody produziert. Neben letzterem fungierten auch die Bandmitglieder Amy Lee und David Hodges als Autoren. Charakteristisch für die Musik ist die Klaviermelodie. Etwa zwei Drittel des Songs sind ruhig gehalten, bevor im letzten Drittel Gitarren einsetzen.

## Musikvideo
Bei dem zu My Immortal im Barri Gòtic in Barcelona im Oktober 2003 gedrehten Musikvideo führte David Mould Regie. Es ist schwarz-weiß gehalten und verzeichnet auf YouTube über eine Milliarde Aufrufe (Stand: Oktober 2024). Das Video zeigt Amy Lee, die auf einer Mauer, auf einem Auto sowie auf dem Dach eines Hauses liegt, während sie das Lied singt. In einigen Szenen balanciert sie am Rand eines Springbrunnens, wobei im Hintergrund Kinder spielen. Ben Moody spielt derweil in einem Raum gedankenversunken Klavier. Später sitzt sie auf einem Baum, während er durch die Stadt läuft. Daraufhin setzen die Gitarren ein und auch die restlichen Bandmitglieder sind an ihren Instrumenten zu sehen. Am Ende liegt Amy Lee nachts auf dem Dach und das Video blendet aus.

## Single

### Covergestaltung
Das Singlecover ist sepiafarben und zeigt die vier Bandmitglieder Rocky Gray, Amy Lee, John LeCompt und Ben Moody (von links nach rechts), umgeben von einem braunen Bilderrahmen. Im unteren Teil des Bilds befinden sich die Schriftzüge Evanescence in Weiß und My Immortal in Braun.

### Titellisten
Single
1. My Immortal (Band Version) – 4:33
2. My Immortal (Album Version) – 4:24

Maxi
1. My Immortal (Band Version) – 4:33
2. My Immortal (Album Version) – 4:24
3. Haunted (Live from Sessions@AOL) – 3:08
4. My Immortal (Live from Cologne) – 4:15

### Chartplatzierungen
My Immortal stieg am 22. Dezember 2003 auf Platz 17 in die deutschen Singlecharts ein und erreichte drei Wochen später mit Rang fünf die beste Platzierung, auf der es sich zwei Wochen hielt. Insgesamt war der Song 20 Wochen in den Top 100 vertreten, davon sechs Wochen in den Top 10. Ebenfalls die Top 10 erreichte das Lied unter anderem in Norwegen, Neuseeland, Italien, Spanien, Australien, den Vereinigten Staaten, im Vereinigten Königreich, in der Schweiz, in Dänemark, Belgien, Schweden und Finnland. In den deutschen Single-Jahrescharts 2004 belegte der Song Position 42.
| ChartsChartplatzierungen       | Höchstplatzierung | Wochen |
| ------------------------------ | ----------------- | ------ |
| Deutschland (GfK)              | 5 (20 Wo.)        | 20     |
| Österreich (Ö3)                | 11 (20 Wo.)       | 20     |
| Schweiz (IFPI)                 | 7 (28 Wo.)        | 28     |
| Vereinigte Staaten (Billboard) | 7 (32 Wo.)        | 32     |
| Vereinigtes Königreich (OCC)   | 7 (17 Wo.)        | 17     |

| ChartsJahrescharts (2004)      | Platzierung |
| ------------------------------ | ----------- |
| Deutschland (GfK)              | 42          |
| Österreich (Ö3)                | 44          |
| Schweiz (IFPI)                 | 30          |
| Vereinigte Staaten (Billboard) | 19          |

### Auszeichnungen für Musikverkäufe
My Immortal erhielt im Jahr 2018 in Deutschland für mehr als 150.000 verkaufte Einheiten eine Goldene Schallplatte. Im Vereinigten Königreich wurde es 2020 für über 600.000 Verkäufe mit einer Platin-Schallplatte ausgezeichnet. In den Vereinigten Staaten erhielt das Lied 2019 für mehr als eine Million verkaufte Exemplare ebenfalls Platin.
| Land/Region                  | Auszeichnungen für Musikverkäufe (Land/Region, Auszeichnung, Verkäufe) | Verkäufe  |
| ---------------------------- | ---------------------------------------------------------------------- | --------- |
| Australien (ARIA)            | Platin                                                                 | 70.000    |
| Brasilien (PMB)              | Gold                                                                   | 30.000    |
| Dänemark (IFPI)              | Platin                                                                 | 90.000    |
| Deutschland (BVMI)           | Gold                                                                   | 150.000   |
| Italien (FIMI)               | Platin                                                                 | 50.000    |
| Norwegen (IFPI)              | Gold                                                                   | 5.000     |
| Spanien (Promusicae)         | Gold                                                                   | 30.000    |
| Vereinigte Staaten (RIAA)    | Platin                                                                 | 1.000.000 |
| Vereinigtes Königreich (BPI) | Platin                                                                 | 600.000   |
| Insgesamt                    | 4× Gold · 5× Platin ·                                                  | 2.025.000 |

Hauptartikel: Evanescence/Auszeichnungen für Musikverkäufe
Bei den Grammy Awards 2005 wurde My Immortal in der Kategorie Best Pop Performance by a Duo or Group with Vocals nominiert, unterlag jedoch Heaven von Los Lonely Boys.